# 太宰府天滿宮
太宰府天滿宮（日语：／ Dazaifu Tenmangū */?）是位於日本福岡縣太宰府市的神社。舊社格為官幣中社。和北野天滿宮同為日本全國天滿宮之總本社、天神信仰的中心。主祭神是學問之神菅原道真。太宰府天滿宮與北野天滿宮、防府天滿宮並稱為「三天神」，三天神另有一说是太宰府天滿宮、北野天滿宮和大阪天滿宮。

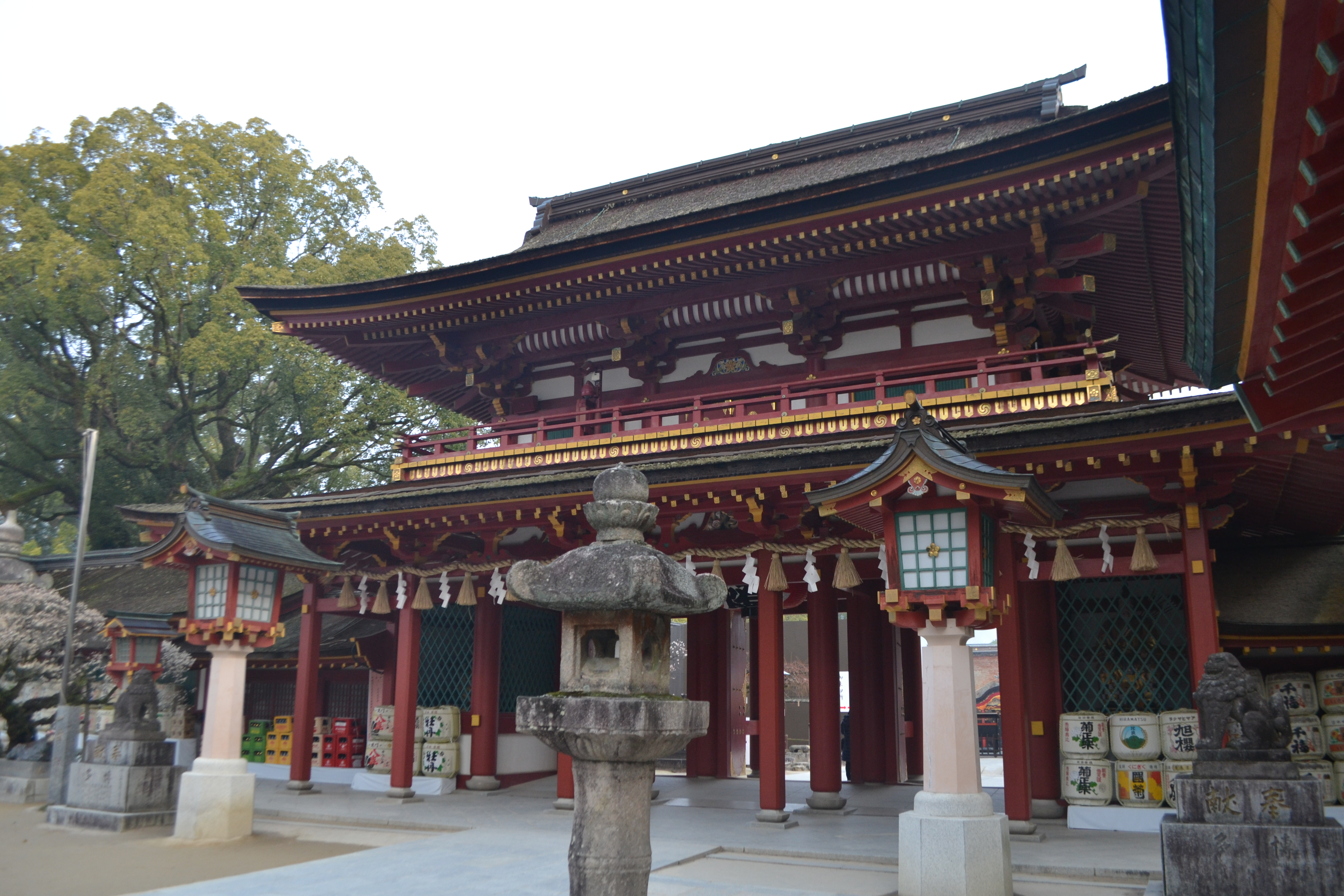
樓門

## 關連項目
- 天滿宮

## 延伸閱讀
- 安津素彦・梅田義彦編集兼監修者『神道辞典』神社新報社、1968年、36-37頁
- 白井永二・土岐昌訓編集『神社辞典』東京堂出版、1979年、214-215頁
- 上山春平他『日本「神社」総覧』新人物往来社、1992年、262-263頁

## 外部連結
- 太宰府天満宮（页面存档备份，存于）（神社公式）
- 太宰府天満宮的Instagram帳戶 （神社公式）

33°31′17″N 130°32′06″E / 33.52139°N 130.53500°E